# Володина, Антонина Николаевна
Антони́на Никола́евна Воло́дина (до 1960 — Я́шина; 16 февраля 1934, Порецкое, Ивановская Промышленная область — 20 февраля 2011, Москва) — советская волейболистка, игрок сборной СССР (1958—1960). Чемпионка мира 1960, чемпионка Европы 1958, трёхкратная чемпионка СССР. Нападающая. Заслуженный мастер спорта СССР (1966), заслуженный тренер РСФСР.

## Биография
Выступала за команду ЦДСА/ЦСК МО/ЦСКА. В её составе: двукратная чемпионка СССР (1965 и 1966), серебряный (1962) и бронзовый (1958) призёр чемпионатов СССР. В составе сборной Москвы — чемпионка (1956) и серебряным призёром (1959) первенств СССР и Спартакиад народов СССР.
В сборной СССР в официальных соревнованиях выступала в 1958—1960 годах. В её составе: чемпионка мира 1960), чемпионка Европы 1958.
После окончания игровой карьеры работала тренером.